# Bitva na pláni Idistaviso

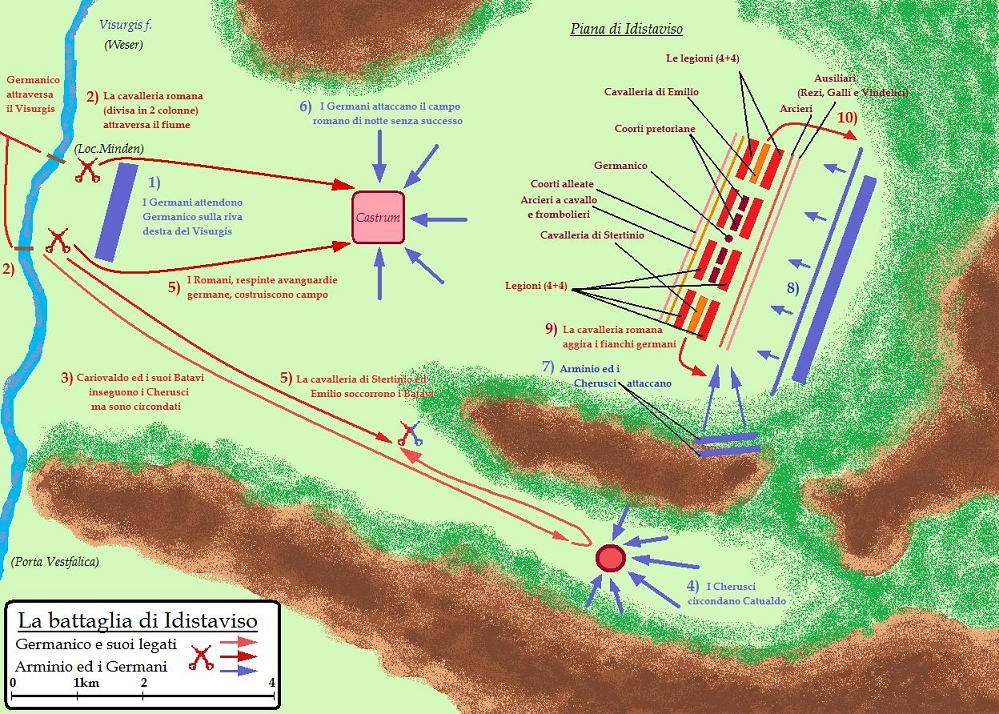
Bojové postavení na pláni Idistaviso

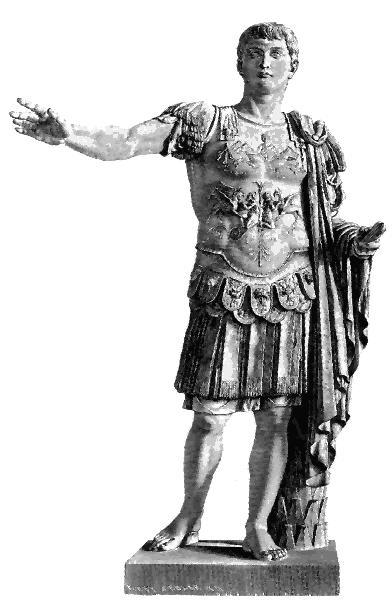
Germanicova mramorová socha v Lateránském muzeu v Římě

Bitva na pláni Idistaviso někdy známá jako Bitva o Minden nebo Bitva na řece Vezeře, se odehrála v roce 16 n. l. mezi římskými legiemi, kterým velel adoptivní syn římského císaře Tiberia, Germanicus a aliancí germánských národů, které velel cheruský vůdce Arminius. Bitva na pláni Idistaviso byla spolu s bitvou u Angrivariánské zdi posledními bitvami tříletého tažení Germanica v Germanii.

## Předehra
V roce 9 Řím utrpěl jednu z největších porážek z římského dobývání Germánie, když v bitvě v Teutoburském lese germánský vůdce Arminius porazil tři římské legie pod vedením Publia Quincitilia Vara. Situace pro Římskou říši byla nelichotivá a ponižující. Následující rok byl velitelem Germánie stanoven budoucí císař Tiberius, který rychle doplnil ztracené legie a hranici ještě posílil o dvě další. V tomto období se na Rýně nacházelo celkem 8 římských legií. Římské impérium práhlo po pomstě a tak v následující letech posílalo vojenské jednotky na východ od řeky Rýn, které pustošily území obývané germánskými kmeny. Velitele Tiberia v roce 13 vystřídal jeho synovec Germanicus, který ve vojenské expanzi pokračoval, stále hlouběji do germánského území. V letech 13 – 16 se Římanům podařilo zajmout Thusneldu, těhotnou ženu samotného vůdce Arminia a získat zpět dva ze tří orlů legií ztracených v Teutoburském lese. Germanicus s vojenskými jednotkami našel i místo, kde se odehrála bitva v Teutoburském lese. Římané zde našli a pohřbili ostatky římských vojáků padlých v bitvě. V roce 15 byl Germanicovi udělen triumf za zásluhy a hned následující rok podnikl další výpravu za Rýn. Dostal se až na území kmene Cherusků, jehož vůdcem byl Arminius. Ten na příchozí římské legie reagoval shromážděním nové armády složené z aliance germánských národů a vydal se Germanicovi vstříc. Oba vojevůdci se potkali na pláni Idistaviso.

## Místo bitvy
Římský historik Tacitus místem bitvy uvádí pláň Idistavisus, která se vine mezi řekou Visurgis a horským masivem, jejíž šířka se mění podle toku řeky. V zadní části planiny stál les s větvemi ve výšších partiích stromů, takže mezi kmeny byly volné prostory. Aliance germánských kmenů obsadila planinu a okraje lesa. Cheruskové byli vysláni na vyvýšené místo, z něhož během bitvy mohli výhodně zaútočit na římské legie. Dnešní badatelé odhadují jako místo bitvy pravý břeh řeky Vezery, někde mezi městy Minden a Hameln na území dnešního Severního Porýní-Vestfálska či Dolního Saska.

## Před bitvou
Arminius obsadil vyvýšené místo s kmenem Cherusků, což tvořilo střed bojové formace. Pravé křídlo germánské aliance sahalo až k lesu a levé křídlo obsadilo planinu. Bojovým plánem Germánů bylo nejspíše vyprovokovat Římany k útoku s následným ústupem do lesa, kde by římské legie porazili taktikou podobnou bitvě v Teutoburském lese. Oproti tomu Germanicova formace tvořila předvoj z galské a germánské auxilie (pomocné sbory), za nimiž stáli lučištníci, dále 4 římské legie, 2 kohorty praetoriánů a vybraná jízda, ve které byl i Germanicus. Za nimi následovaly další 4 římské legie. Celou kolonu uzavírali lehkooděnci spolu s jízdními lučištníky a kohortami spojenců. Vojsko postupovalo obezřetně, připravené kdykoliv změnit formaci na bitevní šik.

## Bitva
Germánské kmeny se obecně vyhýbaly bojům na otevřeném a nezalesněném území, přesto opakovanými římskými výpady hluboko do germánské formace dokázal Germanicus přinutit Arminia, v čele velké, ale nejednotné koalice, k reakci na otevřené pláni. Disciplinované římské legie spolu s Chauky, kteří bojovali na straně Římanů, na otevřeném prostranství nejednotnou germánskou koalici snadno porazili a způsobili ji těžké ztráty. Arminius a jeho strýc Inguiomer byli v bitvě zraněni, ale oba unikli z bitevního pole. Ustupující germánská koalice se vrhla do řeky Vezery ve snaze uniknout do bezpečí, ale mnoho Germánů v silném proudu řeky utonulo a mnoho z nich zemřelo po zásahu šípem protivníka. Mnoho dalších vyšplhalo na vrcholky stromů, a zatímco se schovávali ve větvích, římské jednotky povolaly lučištníky, kteří je sestřelili. Jeden z velitelů římských legií byl Flavus, germanský válečník kmene Cherusků ve službách Římské říše a bratr Arminia. Ve službách Římanů bojoval také germánský válečník Chariovalda, vůdce kmene Batavů, který byl v bitvě na pláni Idistaviso zabit spolu s mnoha urozenými batavskými bojovníky.
Podle Tacita „od devíti ráno až do soumraku byli Germáni zabíjeni, přičemž deset mil území bylo pokryto zbraněmi a mrtvými těly.“ Římští vojáci na bitevním poli po porážce Germánů oslavovali Tiberia jako imperátora a přitom na náspu vystavěli římskou trofej ozdobenou zbrojí padlých Germánů a jmény poražených kmenů.

## Následky
Germánské kmeny se připravovaly na ústup za Labe, ale pohled na římskou trofej postavenou na bitevním poli je rozzuřil a tak na římské pozice znovu zaútočili u Angrivarianské zdi. Římané tento útok očekávali a Germány znovu porazili. Germanicus prohlásil, že nechce žádné zajatce, protože vyhlazení germánských kmenů byl jeho jediný plán. Vítězní Římané pak vztyčili mohylu s nápisem: „Vojsko Tiberia Caesara po důkladném dobytí kmenů mezi Rýnem a Labem zasvětilo tento pomník Marsu, Jupiterovi a Augustovi.“ Poté Germanicus nařídil Caiovi Siliovi, aby s 3 000 jezdci a 33 000 pěšáky táhl proti Chattům a zpustošil jejich území, zatímco on sám s větší armádou potřetí napadl a zpustošil území Marsů. Poté své vojáky na zimu stáhl za Rýn. Podle Tacita bylo jisté, že další tažení v příštím létě ukončí válku, ale císař Tiberius doporučil Germanikovi návrat do Říma, přičemž mu napsal, že „Bojoval vítězné bitvy ve velkém měřítku, ale měl by pamatovat na ty ztráty, které byly stále žalostné a šokující“ a „protože byla pomsta Říma uspokojena, Germáni mohli být ponecháni jejich vnitřním sporům.“ Germanicus získal triumf 26. května 17 n. l., výměnou za jeho návrat z Germánie.